# تیساایگار
تیساایگار (به مجاری:  Tiszaigar) یک منطقهٔ مسکونی در مجارستان است که در ناحیه تیسافورد واقع شده‌است. تیساایگار ۳۴٫۰۲ کیلومتر مربع مساحت و ۸۲۶ نفر جمعیت دارد.